# قرار مجلس الأمن التابع للأمم المتحدة رقم 63
قرار مجلس الأمن التابع للأمم المتحدة رقم 63، الصادر في 24 ديسمبر 1948، رداً على تقرير لجنة المساعي الحميدة، دعا المجلس الأطراف إلى وقف الأعمال العدائية والإفراج عن رئيس جمهورية إندونيسيا والسجناء السياسيين الآخرين الذين اعتقلوا منذ 18 ديسمبر 1948.
كما أمر المجلس اللجنة بإبلاغه بشكل كامل وعاجل من خلال التلغراف عن الأحداث التي حدثت منذ 12 ديسمبر 1948، وتقديم تقرير إلى المجلس حول امتثال الأطراف المعنية لمطالبها.
اعتمد القرار بأغلبية سبعة أصوات. وامتنعت بلجيكا وفرنسا والاتحاد السوفيتي وأوكرانيا.

## روابط خارجية
- نص القرار في undocs.org